# 江津警察署
江津警察署（ごうつけいさつしょ）は、島根県警察が管轄する警察署の一つである。

## 所在地
- 島根県江津市江津町1610番地48

## 管轄区域
- 島根県江津市

## 沿革
- 2004年10月1日 桜江町が江津市に編入合併されたため、川本警察署から同区域を移管。

## 警察署（直轄）
（）の中は所在地。
- 江津警察署（直轄）（江津市江津町1610番地48）

## 組織
- 総務課 - 総務係、会計係、被害者支援係、警察相談係
- 生活安全刑事課 - 生活安全係、告訴・告発対応係、捜査係、鑑識係
- 地域課 - 地域係、パトロール係
- 交通課 - 交通係
- 警備課 - 警備係

## 駐在所
（）の中は所在地。
- 江東駐在所（江津市後地町1580番地5）
- 松平駐在所（江津市川平町南川上268番地7）
- 青陵駐在所（江津市二宮町神主338番地6）
- 有福駐在所（江津市有福温泉町31番地5）
- 川越駐在所（江津市桜江町大貫428番地2）
- 川戸駐在所（江津市桜江町川戸9番地5）

## 主な事件
- 2006年3月18日に江津市内の総合病院で当時79歳の入院患者が何者かに絞殺された事件。
- 1962年12月4日に江津市内で発覚した殺人事件（江津事件）は有罪が確定したが冤罪が指摘されており、殺人事件の単独犯とされた人物が被害者失踪時点で身柄拘束中に外部の匿名通報電話で遺体が発見されたことなどから遺体遺棄場所を知っていた第三者の存在が謎となっている。